# 寶藏巖
25°00′39″N 121°32′00″E / 25.0108°N 121.533347°E

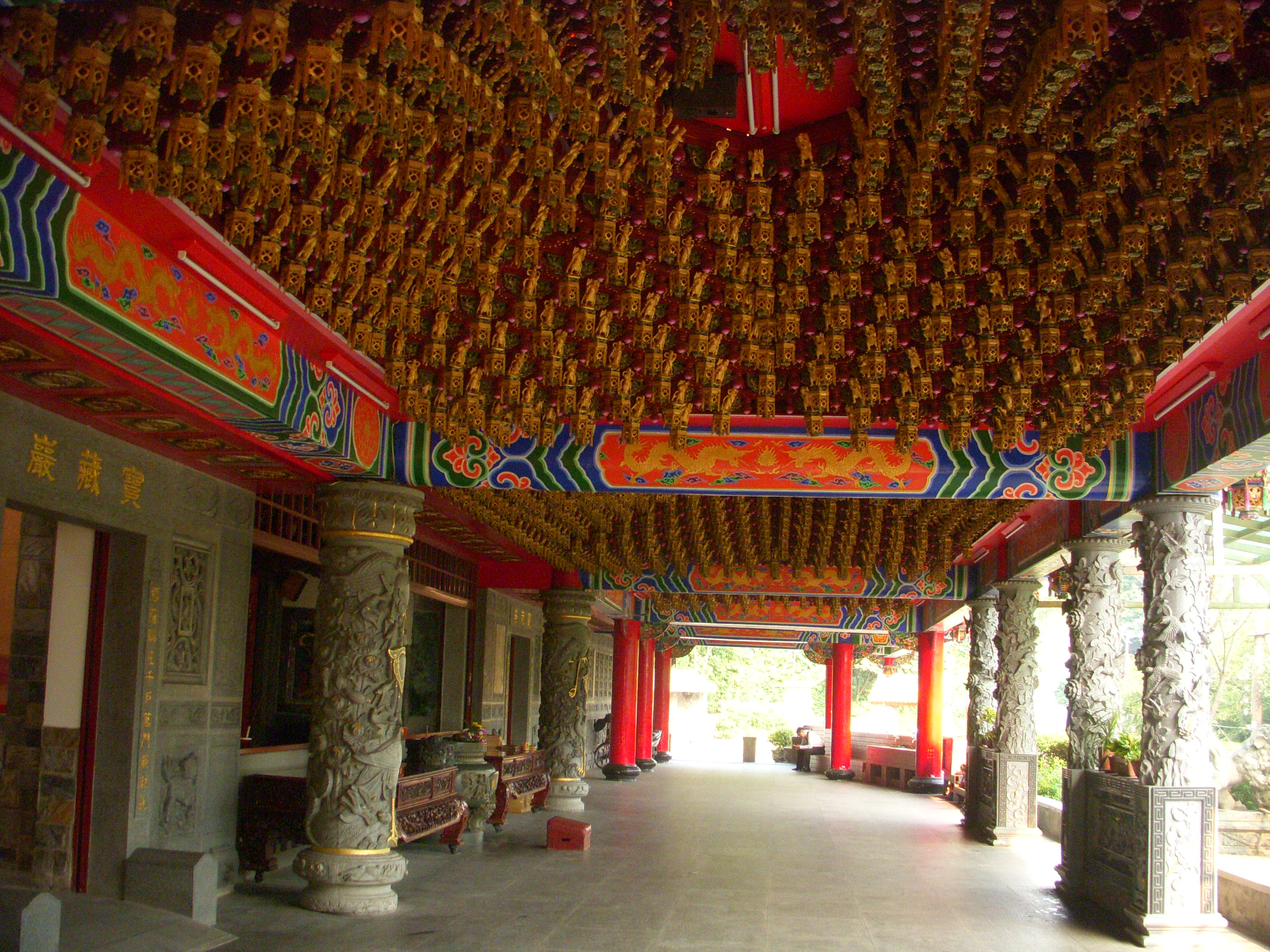
寶藏巖

寶藏巖，又稱寶藏巖觀音寺、寶藏巖觀音亭、寶藏巖寺、石壁潭寺、觀音媽廟等。址在臺灣臺北市中正區汀州路三段230巷，背靠小觀音山（虎空山）南側而建。為福建泉州安溪移民的信仰中心，主奉觀音菩薩。1997年8月5日， 由臺北市政府公告指定「寶藏巖」為市定古蹟。

## 廟史
寶藏巖創建於17世紀，是一座佛道兼容的觀音亭，又稱「觀音巖仔」，「巖仔」在漳州發音為（giâm ah），於泉州發音為（gâm ah），本來意思是山洞，後來靠近山邊的廟就都稱為巖仔。1835年刊行的《彰化縣誌》：「閩省漳泉南人謂寺曰巖」。可見巖仔在當時應專指佛寺。而寶藏巖正是主祀觀音的山邊佛寺，主祀觀音大士，兼祀有釋迦牟尼佛、文殊菩薩、普賢菩薩、文昌帝君、關聖帝君、天上聖母、城隍爺、土地公、彌勒佛、地藏菩薩（配祀開山祖師大德、檀越主）等神佛。
17世紀末，清朝康熙年間打敗明鄭王國，正式統治台灣，閩南人逐漸移民，其登陸地點雖以台南、鹿港、艋舺為主，但現今臺北市公館仍有少數沿著新店溪上岸的閩南移民。寶藏巖正是康熙時移民之一的郭治亨及其子於「虎空山」所建。  經過1791年與1823年的兩次大整修，該廟仍呈現清朝特有的長廊木結構、石柱、石窗。其中廟內的褵虎石窗與1798年設立的「觀音亭」碑，尤為著名。
「虎空山」於是又因為觀音亭坐落，成為台灣許多名為「觀音山」的一座，「古亭」地名，一說即為與觀音亭有關。
寶藏巖改為寶藏寺：巖與寺通而不同
很多巖由出家人住持管理之後，往往將巖名改為寺名。最初或專稱山寺為巖，或相沿成習因襲祖廟之名而稱為巖，不在山者，亦統稱為巖，特別是拜觀音或清水祖師之寺廟，常稱為巖。
昔時為文山地區之公廟
寶藏巖主祀觀音， 昔屬於文山地區鄉鎮性大廟的「巖仔」。

## 重要文化財

### 寶藏寺佛祖香燈碑記
寶藏寺佛祖香燈碑記， 又名游大川香田碑記、重修寶藏寺碑、觀音亭碑，立於1798年（嘉慶3年）。由該寺信徒游大川捐置田業記事，闡述原由、界址，以所得租穀充， 為佛祖香燈，其孫游觀瀾亦捐香燈谷三石，補刻於后。

## 外部連結
- 寶藏巖-臺灣宗教文化資產 （页面存档备份，存于）
- 寶藏巖  臺北旅遊網